# Four Buttes
Four Buttes é uma comunidade não incorporada no condado de Daniels, estado de Montana, nos Estados Unidos. Four Buttes fica situada na  Secondary Highway 248 a cerca de 14 quilómetros a oeste de Scobey, a sede do condado. O nome da localidade deve-o aos quatro grandes buttes/montículos no oeste da comunidade.
Four Buttes foi fundada em 1926 com uma estação da empresa ferroviária Great Northern Railway. Residentes na localidade construíram uma elevador de grãos ao longo da ferrovia, permitindo aos agricultores da área exportar os seus produtos.